# Santiago Mariño (comune)
Santiago Mariño è un comune del Venezuela situato nello stato dell'Aragua.
Il capoluogo del comune è la città di Turmero.